# Louis Cavagnari

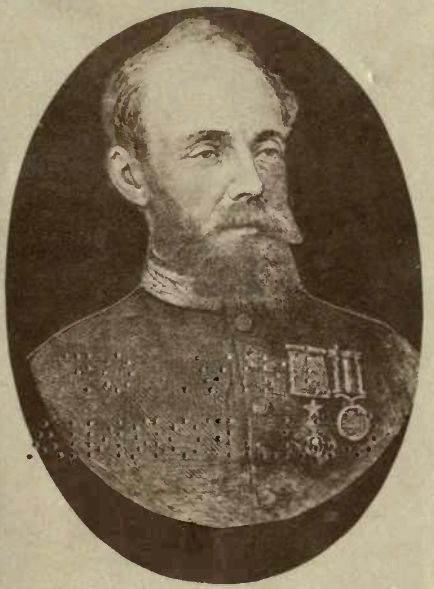
Sir Pierre Louis Napoleon Cavagnari

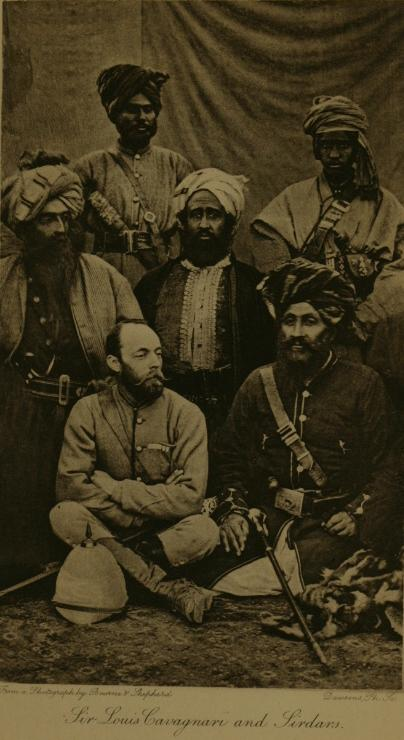
Cavagnari zwischen afghanischen Stammesangehörigen

Sir Pierre Louis Napoleon Cavagnari, KCB, CSI, (* 4. Juli 1841 in Stenay; † 3. September 1879 in Kabul) war ein britischer Major Britisch-Indiens, der 1879 von afghanischen Aufständischen ermordet wurde.

## Leben
Der Sohn des italienischen Grafen und Generals in französischen Diensten Louis Adolphus Cavagnari und der irischen Adeligen Caroline Lyons-Montgomery wurde in Frankreich geboren, erhielt seine Ausbildung aber in Addiscombe England. Er trat mit 17 Jahren als Offizier des Bengal European Regiment in den militärischen Dienst der Britischen Ostindien-Kompanie und erlebte den Indischen Aufstand von 1857 sowie den Feldzug gegen Oudh mit. Im März 1860 wurde er als Lieutenant in die Britisch-Indische Armee übernommen. Er wurde stellvertretender Commissioner für Kohat und 1877 für Peschawar. Er war inzwischen zum Captain befördert worden, als er im Januar 1877 Companion des Order of the Star of India ausgezeichnet wurde. Im Juli 1878 erreichte er den Rang eines Majors. Im September 1878 versuchte General Neville Chamberlain das Recht einer Repräsentation beim afghanischen Emir in Kabul zu erwirken. Dessen Mission, bei der auch Cavagnari beteiligt war, wurde jedoch von den Afghanen abgefangen und zur Umkehr gezwungen. Als Folge des ausbrechenden Zweiten Anglo-Afghanischen Krieges floh Schir Ali aus Kabul. Mohammed Yakub Khan folgte auf den Thron und musste im Mai 1879 den Vertrag von Gandamak unterzeichnen, der die afghanische Außenpolitik britischer Kontrolle unterstellte. Auf britischer Seite unterzeichnete den Vertrag Cavagnari, der zum Gesandten in Kabul bestimmt wurde. Für seine Verdienste beim Zustandekommen des Vertrages wurde er am 17. Juli 1879 als Knight Commander des Order of the Bath geadelt.
Am 24. Juli 1879 zog Cavagnari mit einer Eskorte von 89 Bewaffneten als britischer Gesandter in Kabul ein. Am 3. September wurde Louis Cavagnari mit seinem gesamten Stab bei einem Angriff Aufständischer auf das Gesandtschaftsgebäude ermordet, woraufhin die Briten Kabul erneut besetzten.

## Film und Fernsehen
1984: in der britischen Mini-Serie Palast der Winde wird Cavagnari durch John Gielgud dargestellt.